# Liste der Kulturdenkmäler in Boden (Westerwald)
In der Liste der Kulturdenkmäler in Boden sind alle Kulturdenkmäler der rheinland-pfälzischen Ortsgemeinde Boden aufgeführt. Grundlage ist die Denkmalliste des Landes Rheinland-Pfalz (Stand: 21. Dezember 2021).

## Einzeldenkmäler
| Bezeichnung                          | Lage                | Baujahr | Beschreibung                         | Bild                           |
| ------------------------------------ | ------------------- | ------- | ------------------------------------ | ------------------------------ |
| Katholische Kirche Mariä Himmelfahrt | Hauptstraße 27 Lage | 1915/16 | neugotischer Bruchsteinsaal, 1915/16 | weitere Bilder Fotos hochladen |